# Jules Matthey
Pour les articles homonymes, voir Matthey.
Jules Matthey (né le 14 juillet 1809 à La Chaux-de-Fonds et décédé le 23 septembre 1893 au Petit-Saconnex) est un homme politique et commerçant suisse. Radical, il siège au Conseil national en 1848-1849.

## Biographie
Jules Matthey est né le 14 juillet 1809 à La Chaux-de-Fonds, dans le canton de Neuchâtel, en Suisse. Il est le fils de Charles-Frédéric Matthey et d'Henriette Othenin-Girard. Il est négociant en coton dans la ville française du Havre. Après la révolution républicaine de 1848 dans le canton de Neuchâtel et la destitution du gouverneur prussien Ernst von Pfuel, il retourne dans son pays natal. Il ne fait pas partie de l'Assemblée constituante en 1848, mais a de l'influence sur certains élus. Il se présente ensuite avec succès aux élections du Conseil national en octobre 1848. Il appartient au groupe radical et démissionne du Conseil national après seulement un an. Il est remplacé par Amédor Humbert-Droz. Il déménage ensuite dans le canton de Genève, où il fait partie d'un mouvement pacifiste, la Ligue de la paix et de la liberté. Il meurt le 23 septembre 1893 au Petit-Saconnex.